# Staatsstraße 5 (Finnland)
|  |
|  |

Die finnische Staatsstraße 5 (finnisch Valtatie 5, schwedisch Riksväg 5) führt über eine Strecke von 905 km vom südfinnischen Heinola nach Sodankylä in Lappland. Neben den Staatsstraßen 4 und 8 ist sie eine der wichtigsten Nord-Süd-Verbindungen des Landes.

## Streckenverlauf

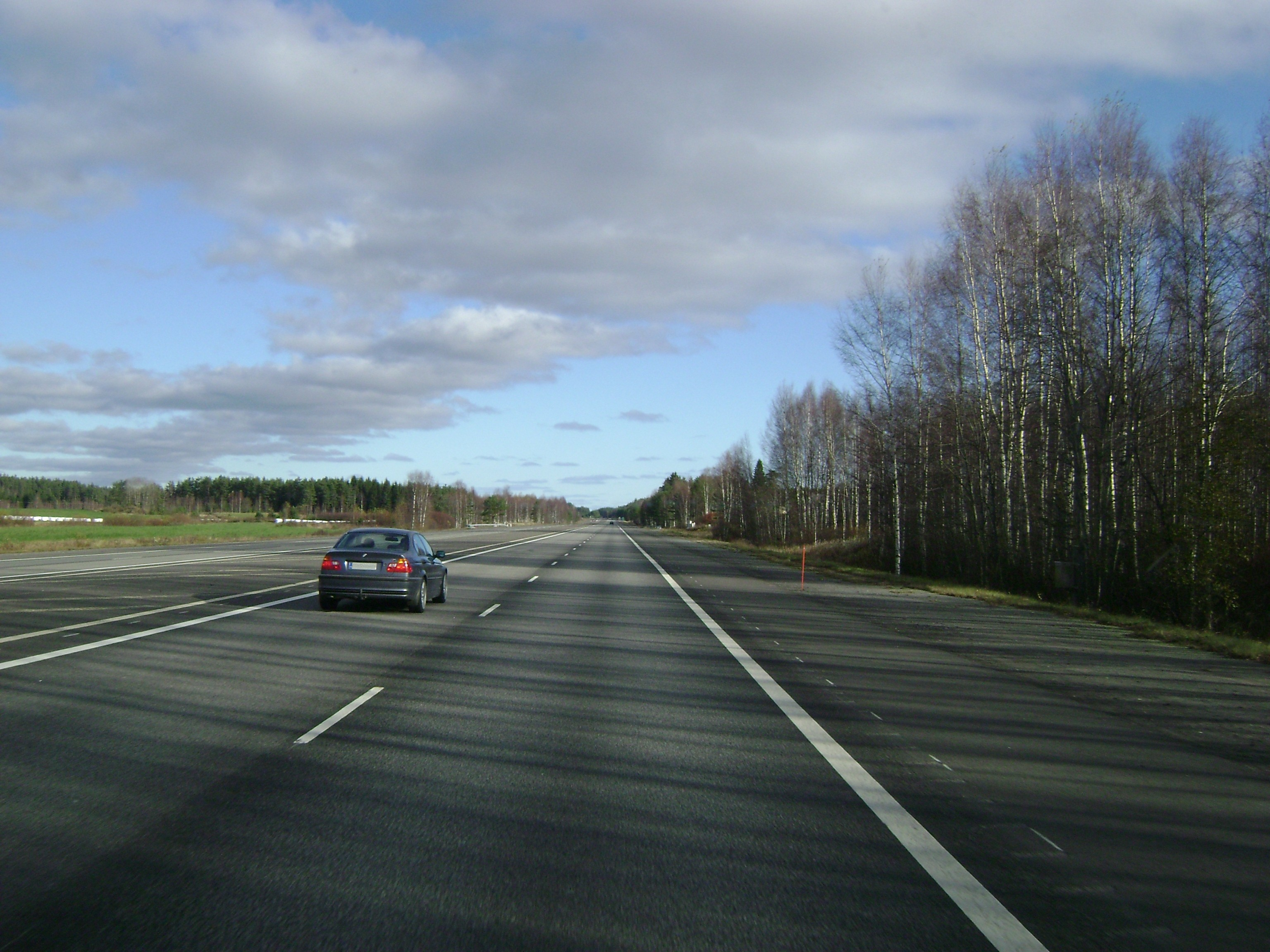
Die Staatsstraße 5 bei Lusi

Die Staatsstraße 5 zweigt sich in Lusi bei Heinola von der Staatsstraße 4 ab und führt durch Ostfinnland in Richtung Norden über Mikkeli, Varkaus, Kuopio, Iisalmi, Kajaani, Kuusamo und Kemijärvi nach Sodankylä, wo sie sich wieder mit der Staatsstraße 4 vereinigt. Zwischen Vehmasmäki bei Kuopio und Sodankylä folgt die Europastraße 63 ihrem Verlauf. Auf einem 49 km langen Abschnitt zwischen Vehmasmäki und Siilinjärvi sowie auf weiteren 42 km zwischen Mikkeli und Juva ist die Staatsstraße 5 als Autobahn ausgebaut.
Die Staatsstraße 5 führt durch folgende Gemeinden: Heinola – Pertunmaa – Mäntyharju – Mikkeli – Juva – Joroinen – Varkaus – Leppävirta – Kuopio – Siilinjärvi – Lapinlahti – Iisalmi – Sonkajärvi – Kajaani – Paltamo – Ristijärvi – Hyrynsalmi – Suomussalmi – Kuusamo – (Posio) – (Salla) – Kemijärvi – Pelkosenniemi – Sodankylä.